# 国道296号

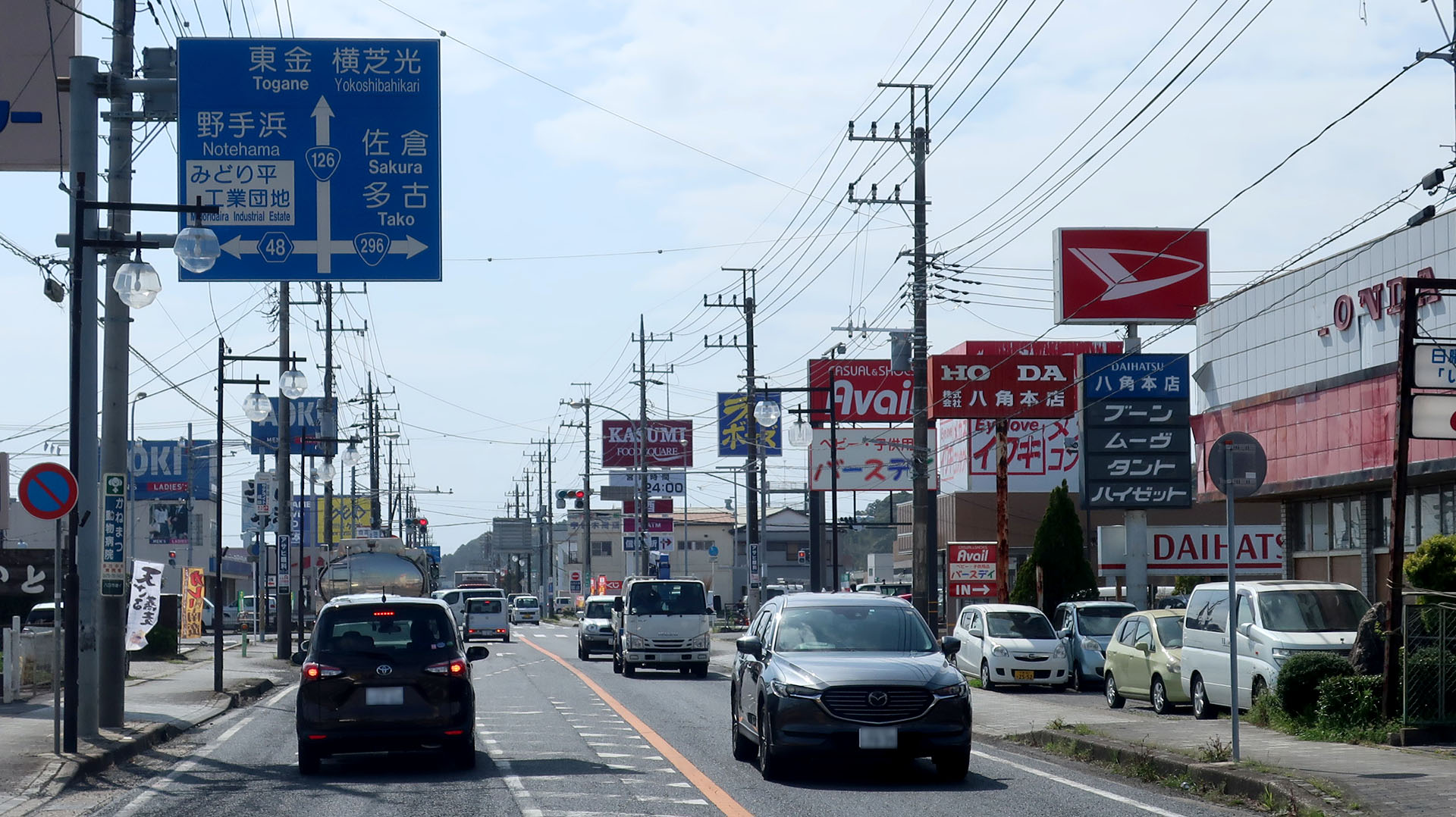
起点の国道296号入口交差点
千葉県匝瑳市

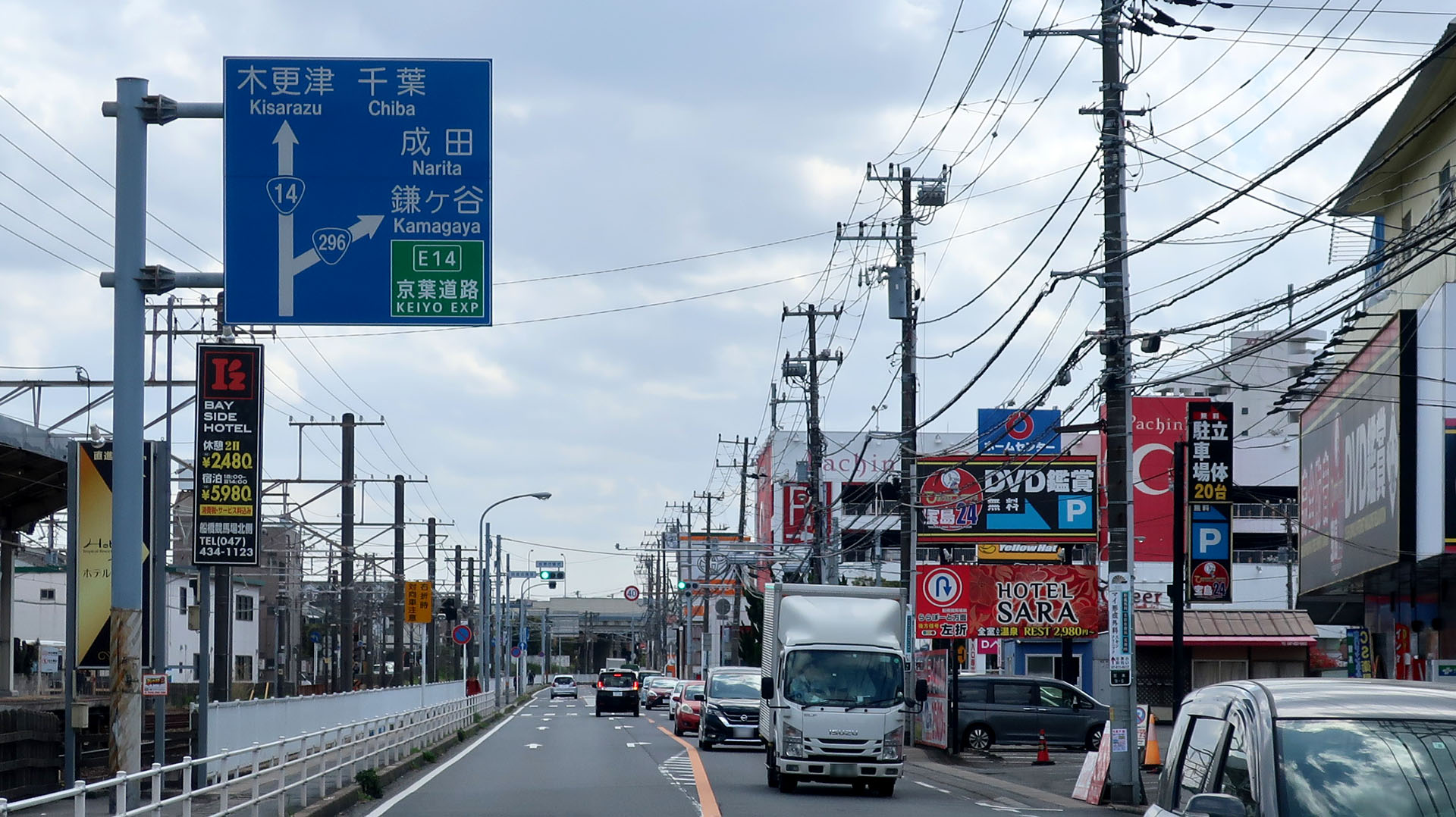
国道296号 終点
千葉県船橋市宮本

国道296号（こくどう296ごう）は、千葉県匝瑳市から船橋市に至る一般国道である。

## 概要

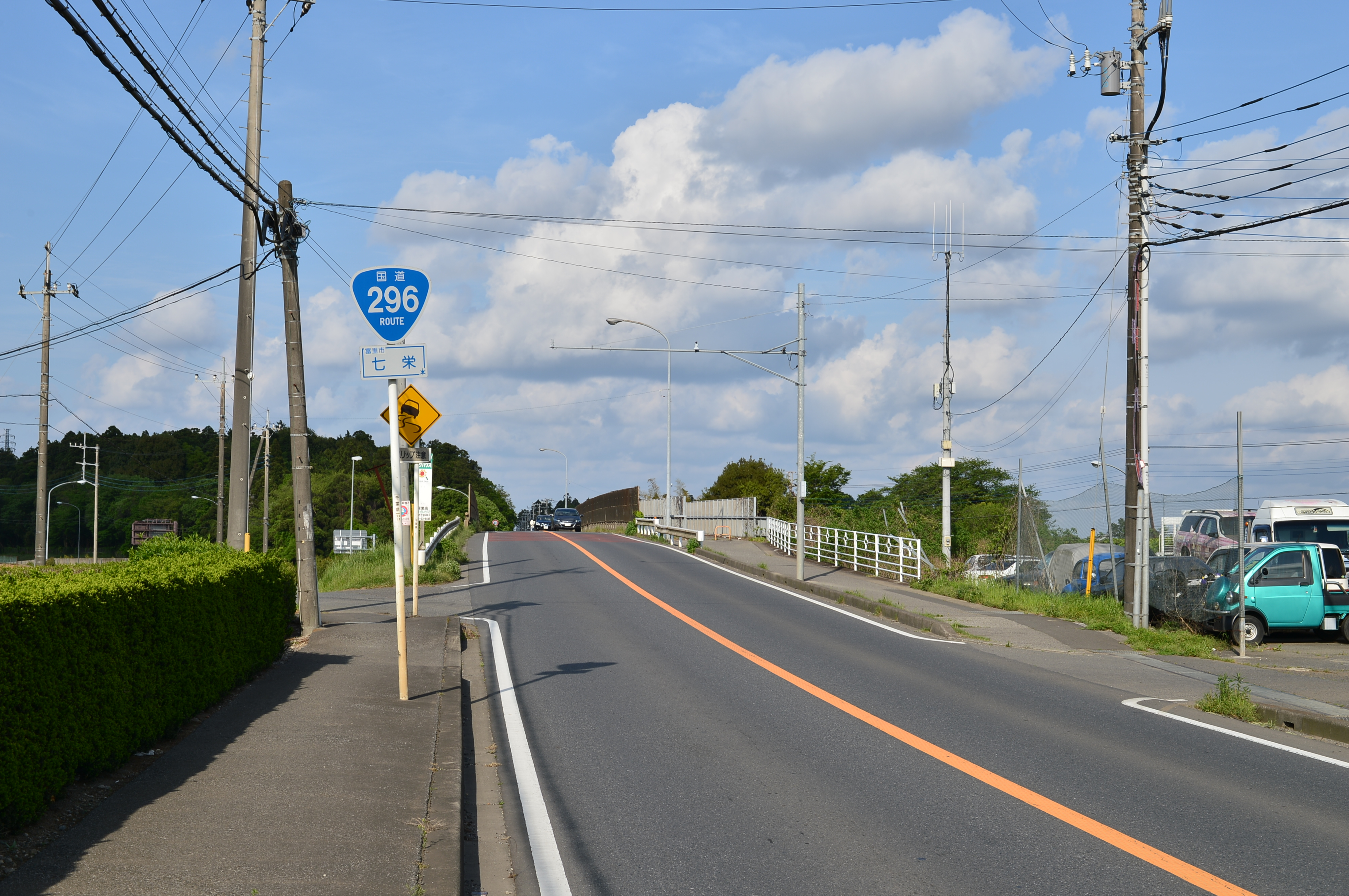
千葉県富里市七栄付近
（2015年4月）

千葉県内で完結する一般国道の路線で、太平洋岸の九十九里浜がある匝瑳市八日市場イの国道126号分岐（「国道296号入口」交差点）より西へ向かい、成田国際空港の南近郊の下総台地上を東西に横断して、東京湾の北岸に位置する船橋市を走る国道14号（千葉街道）とを結ぶ延長約66 kmの一般国道の路線で、主な通過地は、香取郡多古町、富里市、印旛郡酒々井町、佐倉市、八千代市である。酒々井 - 船橋間は、成田街道の別名がある。酒々井では、国道51号と交差するほか、酒々井IC との連絡道である千葉県道77号富里酒々井線で東関東自動車道とも結ばれ、また東京湾岸エリアを走る京葉道路と花輪ICで接続する。佐倉市内では、かつての城下町・佐倉城跡を迂回するバイパス道路や、新興住宅地であるユーカリが丘に国道296号の支線がある。

### 路線データ
一般国道の路線を指定する政令に基づく起終点および重要な経過地は次のとおり。
- 起点：八日市場市[注釈 2]（匝瑳市八日市場イ、国道296号入口交差点 = 国道126号交点、千葉県道48号八日市場野栄線起点）
- 終点：船橋市（宮本町 = 国道14号インターチェンジ）
- 重要な経過地：千葉県印旛郡富里町[注釈 3]、 同郡酒々井町、佐倉市、八千代市
- 総延長 : 66.2 km（重用延長を含む。）[2][注釈 4]
- 重用延長 : 0.0 km[2][注釈 4]
- 未供用延長 : なし[2][注釈 4]
- 実延長 : 66.1 km[2][注釈 4]
  - 現道 : 56.0 km[2][注釈 4]
  - 旧道 : なし[2][注釈 4]
  - 新道 : 10.1 km[2][注釈 4]
- 指定区間：なし[3]

## 歴史
- 1970年（昭和45年）4月1日 - 一般国道296号（八日市場市 - 船橋市）として指定。

船橋市前原西 - 印旛郡酒々井町間は江戸時代の成田街道（水戸佐倉道）に当たる。
- 2002年（平成14年） - 印旛郡酒々井町本佐倉 - 佐倉市新町の区間が市道移管される[4]。

## 路線状況
終点付近の船橋市の千葉県道8号船橋我孫子線重複区間が4車線であるが、それ以外は全区間が2車線の道路である。
印旛郡酒々井町の国道51号以西は交通量が多く、特に八千代市内や船橋市内では渋滞が頻繁に発生している。下市場、工業団地入口、新木戸（にいきど）交差点、実籾街道入口、中野木、成田街道入口（上り）などが混雑箇所として挙げられる。これは、交差点に右折車線が無かったり、右折車線があっても短かったりするため車両の流れが滞るためである。
印旛郡酒々井町の国道51号以東は交通量が減るものの、山武郡芝山町や香取郡多古町内は旧市街地の歩道のない道路であるため、通行には時間がかかる。

### 別名

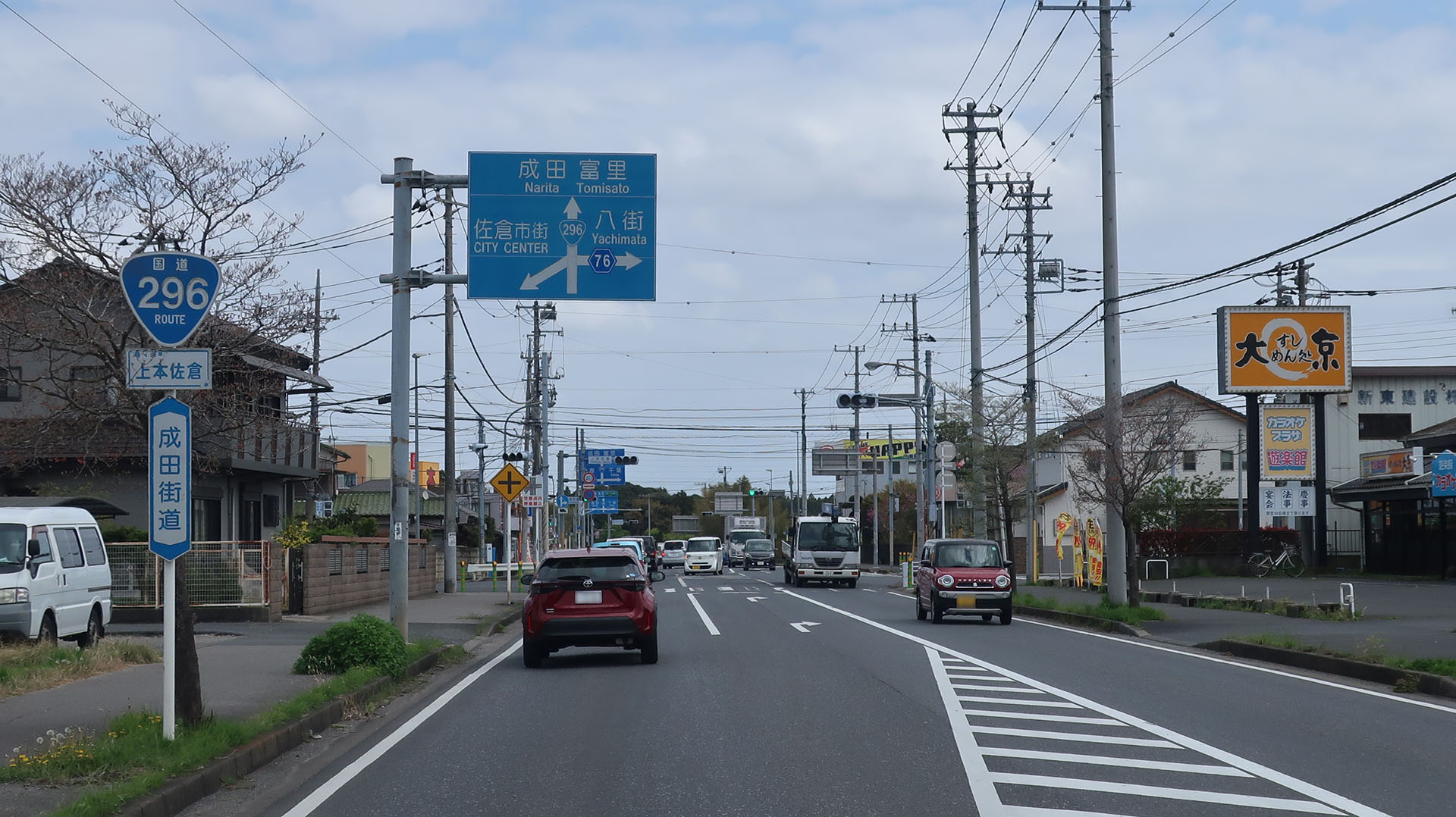
成田街道の標識
千葉県印旛郡酒々井町上本佐倉

- 成田街道（千葉県道路愛称名）

### バイパス道路
- 新空港バイパス（山武郡芝山町大里 - 富里市七栄）
- 佐倉バイパス（酒々井町上本佐倉 - 佐倉市寺崎。2002年の本道一部区間の市道移管により、現在では上本佐倉 - 鏑木町区間は本道となっている[4]）
- 八千代バイパス（佐倉市上座 - 八千代市米本）（米本交差点より700 m開通）
- 国道296号バイパス（3・2・17号八千代中央線）（八千代市米本付近 - 八千代市吉橋付近）（構想）
- 都市計画道路勝田台長熊線（佐倉市江原新田 - 八千代市勝田台南）

### 道路施設

#### 橋梁
- 大和橋（新川、八千代市）
- 鹿島橋（鹿島川、佐倉市）

#### 道の駅
- 多古（香取郡多古町）

### 交通量
平日24時間交通量
| 地点                  | 台数   |
| --------------------- | ------ |
| 船橋市前原西7丁目1-18 | 15,321 |

## 地理

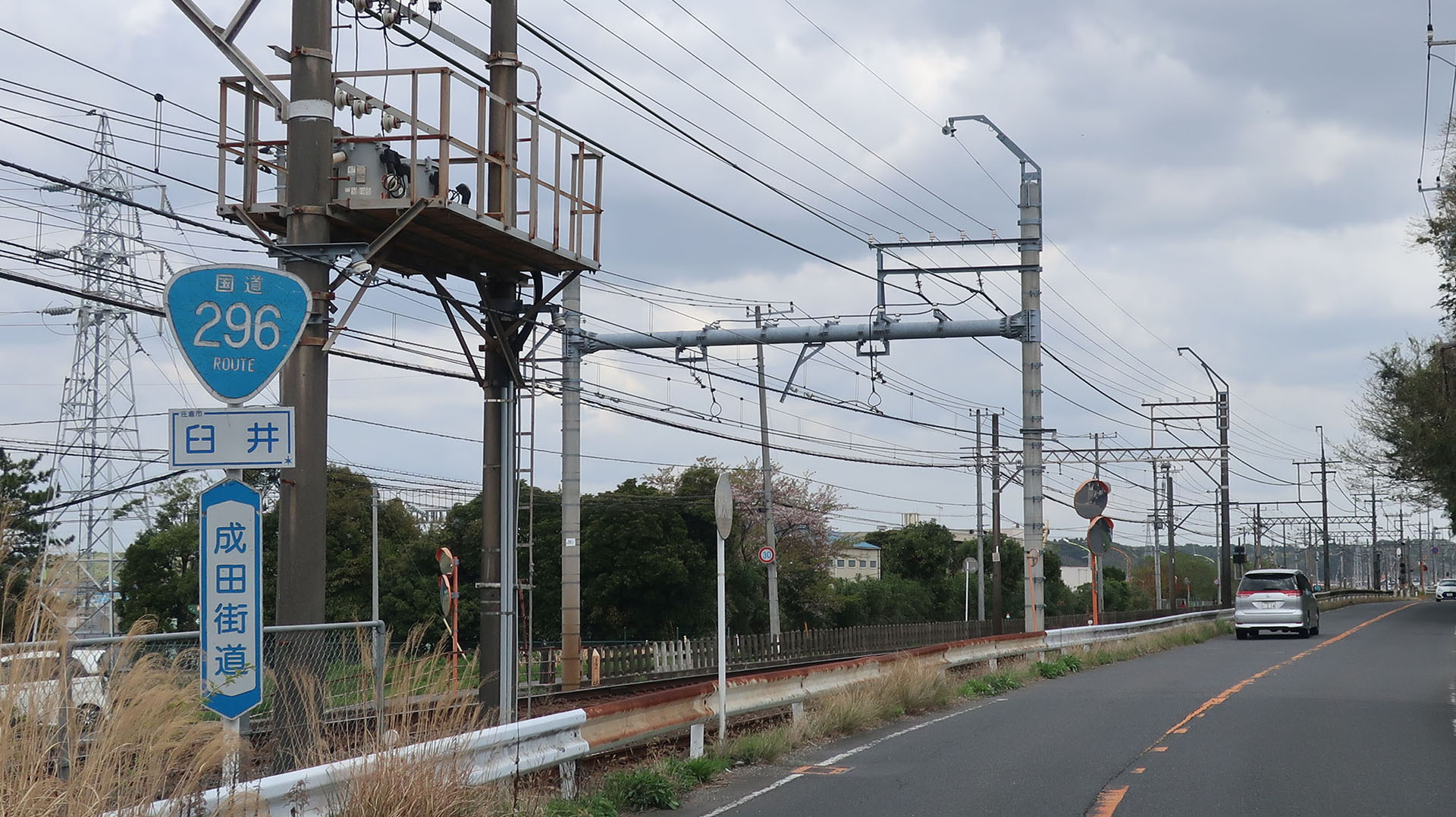
千葉県佐倉市臼井
（2021年4月撮影）

### 通過する自治体
- 千葉県
  - 匝瑳市 - 香取郡多古町 - 山武郡芝山町 - 富里市 - 成田市 - 印旛郡酒々井町 - 佐倉市 - 八千代市 - 船橋市

### 交差する道路
- 交差する道路の特記がないものは市道。

| 交差する道路                                      | 交差する道路                                      | 市町村名 | 交差する場所     |
| ------------------------------------------------- | ------------------------------------------------- | -------- | ---------------- |
| 千葉県道48号八日市場野栄線（バイパス）            |                                                   |          |                  |
| 国道126号（現道）                                 | 国道126号（現道）                                 | 匝瑳市   | 国道296号入口    |
| 千葉県道49号八日市場栄線                          | -                                                 | 匝瑳市   |                  |
| -                                                 | 千葉県道109号横芝停車場吉田線                     | 匝瑳市   |                  |
| 千葉県道109号横芝停車場吉田線                     |                                                   | 匝瑳市   | 吉田坂下         |
| 〈東総広域農道〉                                  | -                                                 |          |                  |
| 千葉県道74号多古笹本線（バイパス）                | -                                                 | 多古町   | 道の駅           |
|                                                   | 千葉県道79号横芝下総線                            | 多古町   | 広沼             |
| 千葉県道74号多古笹本線 千葉県道79号横芝下総線     | -（屈折）                                         | 多古町   | 染井             |
| C4 首都圏中央連絡自動車道（事業中）               | C4 首都圏中央連絡自動車道（事業中）               | 多古町   | 多古IC（事業中） |
| 千葉県道106号八日市場佐倉線                       | -                                                 | 芝山町   | 大里             |
| 千葉県道290号大里小池線                           | 千葉県道290号大里小池線                           | 芝山町   | 大里十字路       |
| 千葉県道62号成田松尾線〈芝山はにわ道〉            | 千葉県道62号成田松尾線〈芝山はにわ道〉            | 芝山町   | 岩山             |
| 千葉県道62号成田松尾線（現道）                    | 千葉県道62号成田松尾線（現道）                    | 成田市   | 南三里塚         |
| 千葉県道43号八街三里塚線                          | 千葉県道43号八街三里塚線                          | 富里市   | 御料             |
| 千葉県道102号成田両国線                           |                                                   | 富里市   |                  |
| 千葉県道106号八日市場佐倉線                       | 千葉県道102号成田両国線                           | 富里市   | 七栄東           |
| 国道409号                                         | 国道409号                                         | 富里市   | 南七栄NT入口     |
|                                                   | 千葉県道77号富里酒々井線 （酒々井ICアクセス道路） | 富里市   |                  |
|                                                   | 千葉県道77号富里酒々井線                          | 酒々井町 |                  |
| 国道51号                                          | 国道51号                                          | 酒々井町 | 酒々井           |
| 千葉県道137号宗吾酒々井線                         |                                                   | 酒々井町 | 上本佐倉         |
| 〈成田街道〉                                      | 千葉県道76号成東酒々井線                          | 酒々井町 | 上本佐倉         |
| -（屈折）                                         | 千葉県道65号佐倉印西線 国道296号〈佐倉バイパス〉  | 佐倉市   | 鏑木交差点       |
| 〈成田街道〉                                      | -                                                 | 佐倉市   | 新町             |
| 千葉県道65号佐倉印西線                            |                                                   | 佐倉市   | 歴史博物館       |
| 千葉県道65号佐倉印西線 （田町バイパス）（事業中） | 国道296号〈佐倉バイパス〉                         | 佐倉市   | 鹿島橋           |
| -                                                 | 千葉県道64号千葉臼井印西線                        | 佐倉市   | -                |
| 千葉県道64号千葉臼井印西線                        | -（屈折）                                         | 佐倉市   | 中宿             |
| 国道296号〈八千代バイパス〉                       | -                                                 | 佐倉市   |                  |
| -                                                 | 千葉県道155号四街道上志津線                       | 佐倉市   | 井野             |
| 国道16号                                          | 国道16号                                          | 八千代市 | 下市場           |
| -                                                 | 千葉県道201号大和田停車場線                       | 八千代市 |                  |
|                                                   | 千葉県道262号幕張八千代線                         | 八千代市 | 市役所入口       |
| 千葉県道57号千葉鎌ケ谷松戸線                      | -                                                 | 八千代市 | 新木戸交差点     |
| -                                                 | 千葉県道57号千葉鎌ケ谷松戸線                      | 船橋市   | 習志野台団地入口 |
| -                                                 | 千葉県道135号津田沼停車場前原線                   | 船橋市   | 津田沼駅入口     |
| -（屈折）                                         | 千葉県道69号長沼船橋線                            | 船橋市   | 〈成田街道〉入口 |
| 千葉県道8号船橋我孫子線                           | -（屈折）                                         | 船橋市   | 中野木           |
| 〈京葉道路〉（下り）                              | -                                                 | 船橋市   | 花輪出口         |
| -（屈折）                                         | 千葉県道8号船橋我孫子線                           | 船橋市   |                  |
| -                                                 | 〈京葉道路〉（下り）                              | 船橋市   | 花輪IC           |
| 国道14号〈千葉街道〉                              |                                                   |          |                  |

### 沿線
公共交通機関
- 総武本線・成田線（佐倉駅） : （佐倉市）
- 京成本線（京成佐倉駅 - 勝田台駅） : （佐倉市 - 八千代市）
- 東葉高速鉄道東葉高速線（東葉勝田台駅） : （八千代市）
- 京成松戸線（薬園台駅 - 前原駅） : （船橋市）
- 中央・総武緩行線（津田沼駅 - 東船橋駅） : （船橋市）
- 京成本線（船橋競馬場駅） : （船橋市）

施設
- 成田国際空港
- 航空科学博物館・成田空港 空と大地の歴史館
- 国立歴史民俗博物館